# Egameigenia amazonica
Egameigenia amazonica là một loài ruồi trong họ Tachinidae.